# الآثار الصحية الناجمة عن الوشم
يتطلب الوشم اجتياز الحاجز الجلدي الذي يشكل عامل حماية للجسم، فينجم عن ذلك آثار ضارة عديدة منها الأخماج بأنواعها والحساسية على المواد الموجودة في مادة الوشم وغيرها من الآثار الصحية الأخرى. يتوجه حاليًا أغلب العاملين في مجال رسم الوشوم نحو الالتزام بالاحتياطات الصحية العالمية التي تدعو على استخدام إبر الوشم مرة واحدة وتعقيم الأدوات بعد كل استخدام.
فرضت السلطات القضائية دورات تدريبية متخصصة للعاملين في مجال الوشوم مهمتها التعريف بالأمراض المنتقلة عن طريق الدم، ومثال على ذلك الدورات التي تقوم بها منظمة الصليب الأحمر ومنظمة إدارة السلامة والصحة المهنية التابعة للولايات المتحدة.
نوّه أطباء الجلدية إلى أن المضاعفات الناجمة عن رسم الوشم نادرة، ولكنها تكون شديدة عندما تحدث. يعود السبب غالبًا إلى المواد الصباغية الموجودة في مادة الوشم، ولذا أكدوا على ضرورة ضبط المواد ومراقبتها للحد من هذه الاختلاطات.

## العدوى
يقتضي رسم الوشم تماس لصيق للأدوات مع الدم وسوائل الجسم المختلفة، مما يرفع نسبة انتقال الأمراض عن طريق الدم إذا استُخدِمت هذه الأدوات على عدة أشخاص من دون تعقيم.
يكون خطر الإصابة بعدوى ما نادرًا إذا اتخذت احتياطات السلامة المعروفة واللازمة عن القيام بعملية الوشم. وبشكل عام، تكثر الإصابات المنتقلة عن طريق الوشم في السجون، ولتجنب هذه المخاطر قامت الجهات المختصة في كندا في صيف عام 2005 بتقديم برنامج يوفر الوشم القانوني في السجون بهدف الحد من المخاطر الصحية وتزويد النزلاء بمهارات يمكن استغلالها بشكل مفيد، وقد نجح هذا المشروع وافتتحت مشاريع عديدة لستة منهم.
قامت منظمة الصليب الأحمر الأمريكي بمنع الأشخاص الذين حصلوا على الوشم من التبرع بالدم لمدة ستة أشهر من تاريخ حصولهم على الوشم، باستثناء الأشخاص الذين حصلوا على الوشم في صالونات مرخصة من قبل الدولة تلتزم بقواعد الاستخدام العقيم للأدوات، ولكن لا يوجد برنامج الترخيص هذا في جميع الولايات، مما يعني ضرورة خضوع الشخص الذي يحصل على الوشم لإرجاء لمدة 12 شهر بغض النظر عن المعايير الصحية لصالون الوشم الذي ارتاده.
لا تقدم المملكة المتحدة شهادات للعاملين بمجال الوشم ويكون التبرع بالدم محظور دون استثناء لمدة أربعة أشهر بعد الوشم.
تشمل أشكال العدوى التي تنتقل عن طريق استخدام أدوات الوشم غير العقيمة أو الحبر الملوث التهابات الجلد السطحية، التهاب الكبد الوبائي بنوعيه C  وB والسل وفيروس نقص المناعة المكتسب.
انخفضت نسبة الإصابة بالكزاز بعد إعطاء لقاح الكزاز قبل رسم الوشم باستخدام الإبرة.
نوهت إحصائيات مركز مكافحة الأمراض والوقاية منها إلى أنه من بين 13387 حالة من حالات التهاب الكبد التي سجلت عام 1995 كان هنالك 12 حالة أي ما يماثل0,09% مرتبطة بقصة الحصول على وشم، بالمقابل كان هناك 43 حالة أي ما يعادل 0,32 % بعد قصة زيارة طبيب الأسنان.
أبلغ مركز مكافحة الأمراض والوقاية منها في عام2006 عن 3 مجموعات مع 44 حالة من عدوى العنقوديات المذهبة المقاومة للميتسلين التي تبين أن مصدرها استخدام الأدوات غير العقيمة في الوشم.

## تأثير الحبر المستخدم وردة فعل الجسم عليه
وصفت الأحبار المستخدمة في الوشوم بكونها مواد غير فعالة نسيجيًا، ويعود سبب ذلك إلى الآلية التي يقوم بها الجهاز المناعي بتغليف الجزيئات الصبغية في النسج الليفية، بالرغم من ذلك سُجلت بعض حالات التحسس تجاه الحبر المستخدم كذلك تبين أن حالات التحسس على قفازات اللاتكس المستخدمة أكثر شيوعًا من التحسس على الحبر، من دون وجود إحصائيات دقيقة حول هذه الحالات. قد تسبب بعض الوشوم تحفيز إيجابي لجهاز المناعة في بعض الحالات، وهو ما يعمل على تقويته.
يتظاهر التحسس على المواد الصبغية المستخدمة بأشكال وألوان متعددة منها الأصفر والأحمر والأبيض مشابهة للأشكال التي قد تظهر عند التعرض لأشعة الشمس، يمكن أن يشكل آفات حاكة أو تورمات نازة ولكن هذه التظاهرات نادرة.
ترتفع نسبة الاختلاطات الناجمة عن الوشوم ذات الحبر الأحمر مقارنة بالحبر الأسود أو الأخضر أو الأرجواني، وسبب ذلك هو احتواءه على الزئبق والمواد الكيماوية ذات التأثير العالي.
تنتشر الأملاح المعدنية التقليدية في الحبر المستعمل في عملية التوشيم، فمثلًا يحوي الوشم ذو القياس 5*3 على ما يقارب 1-23 ميكروغرام (1,5حتى 0,0035غ)، لا يوجد دليل ثابت حول ضرر هذه الأملاح في جرعة معينة.
كذلك، قد تشكل الأملاح المعدنية العضوية (المعادن غير الثقيلة) مخاوف صحية أيضًا حيث لوحظ أن ما يقارب 40% من الملونات المستخدمة في الوشم رُفض استخدامها في أوروبا كمستحضرات تجميلية، وأن ما يقارب 20% من هذه الملونات تحوي على أمين عطري مسرطن.

## المضاعفات عند التصوير بالرنين المغناطيسي
سُجلّت عدة حالات لحروق ناجمة عن التصوير بالرنين المغناطيسي للأشخاص الذين يملكون وشومًا، وقد لوحظ ازدياد نسبة الحروق في حال كان الوشم ذو مساحة كبيرة أو تم رسمه بالحبر الأسود، نظرًا لما يحويه الحبر الأسود من نسب عالية من أوكسيد الحديد الذي يتم تسخينه من خلال ماسح آلة التصوير إما عبر تحفيز التيار أو التباطؤ، من الممكن أن تحدث الحروق أيضًا في الوشوم صغيرة المساحة وكذلك في الأصبغة الغير جديدة، يجب أن ننوّه إلى أن نسبة هذه الحروق قليلة جدًا، لذا لا يعدّ الوشم مضاد استطباب مطلق للتصوير بالرنين المغناطيسي.

## الحالات الجلدية

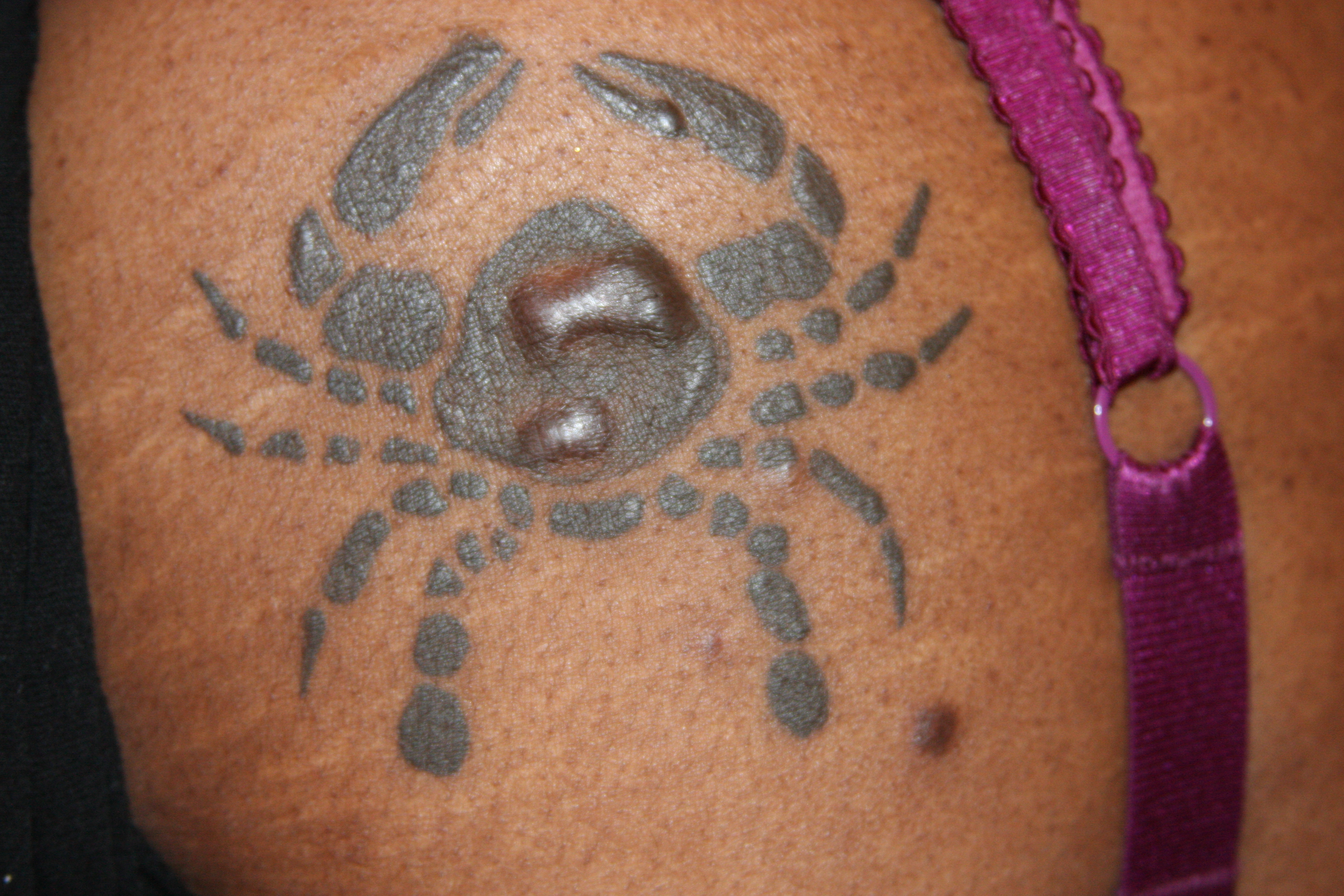
تشكل جدرة جلدية على موقع الوشم

التفاعلات الجلدية الأكثر شيوعًا لمواد الوشم هي الورم الحبيبي وأمراض الحزاز المختلفة، لكن شوهدت حالات أخرى مثل التهاب الجلد التماسي، ترسب الكولاجين، الذئبة الحمامية القرصية، تهيج اندفاعات الأكزيما، فرط التقرن، والآفات نظيرة التقرن، الجدرة.

## ردود الفعل المتأخرة
تبقى ردود الفعل شديدة الحساسية تجاه الوشم كامنة لفترات طويلة من الزمن قبل ظهور الأعراض، إلا أن التفاعلات المزمنة المتأخرة والتي تظهر بشكل مفاجئ مثل التهاب الجلد الأكزيمائي يحتاج تقريبًا شهر إلى عشرين عامًا حتى يتظاهر بعد تلقي المريض لأحدث وشم.

## آثار ضارة أخرى
الحالات الموثقة الأخرى التي تسببها أصباغ الوشم هي سرطان وتضخم والأورام والتهاب الأوعية الدموية. قد يحدث أيضًا سرطان القرنية، مما يجعل استئصال المنطقة المصابة إلزاميًا. الوشم مقلة العين يحمل مخاطر فريدة من نوعها.

### الورم الدموي
عندما يتم ثقب الأوعية الدموية خلال عملية الوشم، يؤدي ذلك إلى تشكل ورم دموي (كدمة) التي قد تلتئم خلال أسبوع واحد، يمكن أن تتظاهر الكدمات على شكل هالات حول موقع الوشم أو يمكن أن تتحد عدة كدمات صغيرة لتتشكل كدمة كبيرة، يمكن أن يعود سبب ذلك إلى انتشار حبر الوشم في النسج المحيطة، من الخطأ حدوث الهالة في حال وجود ورم دموي ويحدث هذا اللون عندما تنتشر المواد الصبغية في النسج الموجودة تحت الجلد الموجودة تحت الجلد أو قد ينجم عن ترسب الحبر عميقا في الجلد.

### اضطراب الجهاز اللمفاوي
تهاجر بعض جزيئات الصباغ المستخدم في الوشم من مكان الحقن إلى العقد اللمفاوية، إذ قد تتراكم جزيئات كبيرة في الغدد اللمفاوية محدثة التهاب إضافة إلى اعتلال العقد اللمفية بدرجات مختلفة، مما قد يعقد تشخيص الأمراض التي تصيب الجهاز اللمفاوي، بما في ذلك سرطان الجلد الخبيث.
قد تكون الجسيمات التي تتشكل بعد إزالة الوشم بالليزر صغيرة بدرجة كافية بحيث يمكن نقلها عبر الجهاز اللمفاوي وإفرازها، وقد توفر حاليًا تقنية الليزر لإزالة الوشم.

### العلاقة مع سرطان الجلد
قد يتغير لون العقد اللمفاوية نتيجة الالتهاب مع وجود أصباغ الوشم، ولكن اللون والالتهاب هما أيضًا مؤشرات عيانية للورم الميلانيني، وبالتالي يصعب تشخيص سرطان الجلد مع وجود الوشم، ويجب اتخاذ احتياطات خاصة لتجنب التشخيص الخاطئ.

### أهمية ميوعة الدم
تلعب درجة التمييع دورًا هامًا في عملية الوشم، قد يؤدي إلى نزيف زائد مما يؤثر على كمية الحبر التي سوف تدخل في الجلد، وبالتالي يؤدي إلى إطالة مدة الشفاء.